# Maxomys inas
Maxomys inas is een knaagdier uit het geslacht Maxomys dat voorkomt in de bergregenwouden van het schiereiland Malakka, bijna nooit beneden 1000 m hoogte. Hoewel hij eerder als een ondersoort van M. alticola werd gezien, is hij waarschijnlijk nauwer verwant aan M. whiteheadi. Hij behoort tot het kleine groepje endemische Muridae op Malakka, dat ook Niviventer cameroni en Pithecheir parvus omvat. De kop-romplengte bedraagt 124 tot 162 mm, de staartlengte 135 tot 167 mm, de achtervoetlengte 31 tot 33 mm en de oorlengte 19 tot 22 mm. Het karyotype bedraagt 2n=42, FN=83.